# Stromen van Kracht
Stromen van Kracht is een organisatie die een belangrijke rol heeft gespeeld in de geschiedenis van de pinksterbeweging in Nederland, een stroming binnen het christendom. De organisatie werd in 1954 opgericht, en bestond tot eind jaren 60. Aanvankelijk heette de organisatie Levend Water, maar de naam werd al snel veranderd in Stromen van Kracht.
Leider en oprichter van de organisatie was Karel Hoekendijk. Zijn vrouw raakte in 1952 geïnspireerd door een cursus die de Canadese evangelist B.G. Leonard gaf. Hierin stelde hij dat de gaven van de Heilige geest voor alle christenen bedoeld zijn. Volgens eigen zeggen werd Hoekendijk zelf van kanker genezen nadat een van de cursisten met hem had gebeden. Twee dagen later onderging hij een ervaring die bekendstaat in de Pinksterbeweging als de doop met de Heilige Geest.
Kort daarna begon Hoekendijk met het beleggen van samenkomsten in Utrecht, en later door heel het land Uit veel van deze bijeenkomsten zouden zelfstandige pinkstergemeenten ontstaan. In eerste instantie was het niet de bedoeling om nieuwe kerken te stichten, maar toen Hoekendijk en zijn aanhangers vanaf 1956 mensen begonnen te dopen ontstond er een kloof tussen hen en de gevestigde kerken. Zo deed de synode van de Gereformeerde Kerken in Nederland de organisatie in 1958 in de ban. Verschillende anderen, zoals Wim Verhoef en Albert van den Heuvel, die betrokken waren bij de organisatie, gingen hun eigen weg toen de organisatie mensen begon te dopen.
Hoekendijk was met zijn organisatie veel actief in het buitenland. Zo waren er regelmatig overzeese evangelisatie-campagnes en zaten er vanuit Stromen van Kracht verschillende zendelingen in het buitenland. Eén verwijt dat Hoekendijk echter kreeg was dat hij hen – onder andere in financiële zin – te veel aan hen lot over liet. Toen zijn schoonzoon Peter Vlug zich hierover ging ontfermen ging het overigens beter. Ook de rest van de familie Hoekendijk was actief binnen Stromen voor Kracht. Zoon Frans was plaatsvervangend leider, terwijl zoon Ben de jeugdtak de "Gideons" leidde.
Door de jaren ontstond er echter een kloof tussen Karel Hoekendijk en de rest van de organisatie. Dit had onder andere te maken met het financiële wanbeleid. Ben Hoekendijk was onder andere samen met zijn zus Else Vlug en haar man Peter betrokken bij hun eigen organisatie Stichting Opwekking.
Op 1 april 1968 kwam het tot een organisatorische breuk. Na lang beraad gaf Peter Vlug te kennen niet langer de verantwoordelijkheid van het werk te willen dragen. Er was inmiddels een grote schuld ontstaan bij de drukker van het maandblad Stromen van Kracht en de boekjes die regelmatig werden uitgegeven. Een terugkerende bron van zorg waren de grote som geld die Karel nodig had voor zijn overzeese evangelisatiecampagnes.  Ben en Wiesje Hoekendijk en Peter en Else Vlug besloten samen een schuld van 125.000 gulden over te nemen van hun vader. Dit was het feitelijke einde van de organisatie Stromen van Kracht.